# Christopher Carrington
Christopher (Michael) Carrington je americký sociolog zabývající se studiem lidské sexuality na San Francisco State University.
Studoval na Colorado State University ve Fort Collins. Magisterský titul získal roku 1987 na Denverské univerzitě a roku 1989 na University of Colorado v Boulderu. V roce 1993 získal titul Ph.D. v oboru sociologie na Massechusettské univerzitě v Amherstu. Ve své disertační práci se věnoval utváření gay a lesbických rodin a jejich organizaci domácí práce.
Zaměřuje se na studium polyamorních (vícenásobných intimních) vztahů, gay a lesbických vztahů a rodinného života, mužské homosexuality, přátelských sítí a taneční scény gayů. Je odborník na biologický, psychologický a evoluční vývoj sexuální orientace. Od roku 1993 působí na San Francisco State University, na katedře sociologie a ve studijním programu lidské sexuality, kde vyučuje sociální psychologii, lidskou sexualitu a její sociální aspekty a další předměty související s rodinou a sexualitou.
V roce 1999 vydal knihu No Place Like Home: Relationships and Family Life among Lesbians and Gay Men, v níž rozpracoval utváření a udržování gay a lesbických domácností a tzv. rodin volby ("chosen" families).
Další jeho publikací je Circuit Boys: Into the World of the Gay Dance and Circuit Party Culture, která představuje výsledek desetiletého etnografického výzkumu gay taneční scény a zkoumá sexualitu, přátelství, užívání drog, tanec, společenské chování a jiné sociologické aspekty tzv. circuit culture. V současnosti se zaměřuje na nové výzkumné téma, kterým jsou dlouhodobé polyamorní vztahy a jejich porovnání mezi gayi, lesbami, heterosexuály a bisexuály.
V roce 1994 získal čestné uznání Americké sociologické asociace, sekce pro sociologii pohlaví a genderu.